# José García (calciatore 1998)
José Antonio García Robledo (Olanchito, 21 settembre 1998) è un calciatore honduregno, difensore dell'Olimpia.

## Carriera

### Nazionale
Ha partecipato ai Mondiali Under-20 del 2017 ed ai Giochi Olimpici di Tokyo.
Ha esordito con la nazionale honduregna il 2 settembre 2021, nella partita di qualificazione al Mondiale 2022 pareggiata per 1-1 contro il Canada.

## Statistiche

### Cronologia presenze e reti in nazionale
| Cronologia completa delle presenze e delle reti in nazionale ― Honduras | Cronologia completa delle presenze e delle reti in nazionale ― Honduras | Cronologia completa delle presenze e delle reti in nazionale ― Honduras | Cronologia completa delle presenze e delle reti in nazionale ― Honduras | Cronologia completa delle presenze e delle reti in nazionale ― Honduras | Cronologia completa delle presenze e delle reti in nazionale ― Honduras | Cronologia completa delle presenze e delle reti in nazionale ― Honduras | Cronologia completa delle presenze e delle reti in nazionale ― Honduras |
| Data                                                                    | Città                                                                   | In casa                                                                 | Risultato                                                               | Ospiti                                                                  | Competizione                                                            | Reti                                                                    | Note                                                                    |
| ----------------------------------------------------------------------- | ----------------------------------------------------------------------- | ----------------------------------------------------------------------- | ----------------------------------------------------------------------- | ----------------------------------------------------------------------- | ----------------------------------------------------------------------- | ----------------------------------------------------------------------- | ----------------------------------------------------------------------- |
| 2-9-2021                                                                | Toronto                                                                 | Canada                                                                  | 1 – 1                                                                   | Honduras                                                                | Qual. Mondiali 2022                                                     | -                                                                       | 88’                                                                     |
| 5-9-2021                                                                | San Salvador                                                            | El Salvador                                                             | 0 – 0                                                                   | Honduras                                                                | Qual. Mondiali 2022                                                     | -                                                                       | 16’                                                                     |
| 8-9-2021                                                                | San Pedro Sula                                                          | Honduras                                                                | 1 – 4                                                                   | Stati Uniti                                                             | Qual. Mondiali 2022                                                     | -                                                                       | 46’                                                                     |
| Totale                                                                  |                                                                         | Presenze                                                                | 3                                                                       |                                                                         | Reti                                                                    | 0                                                                       |                                                                         |

## Palmarès

### Club

#### Competizioni nazionali
- Campionato honduregno: 3

Olimpia: Apertura 2020-2021, Clausura 2020-2021, Apertura 2021-2022

#### Competizioni internazionali
- CONCACAF League: 2

Olimpia: 2017, 2022